# Ермолка
Ермо́лката, още и ки́па или кипа́ (на иврит: כִּיפָּה, ки́па, мн.ч. кипот, идиш: יאַרמלקע я́рмолка) е традиционна еврейска мъжка шапка.